# San Carlos (Texas)
San Carlos è un census-designated place degli Stati Uniti d'America situato nella contea di Hidalgo dello Stato del Texas.
La popolazione era di 3.130 persone al censimento del 2010. Fa parte dell'area metropolitana di McAllen–Edinburg–Mission.

## Geografia fisica
San Carlos è situata a 26°17′49″N 98°04′10″W (26.297004, -98.069408), 5 km a est di Edinburg sulla strada statale 107 e circa 12 miglia a nord del confine col Messico.
Secondo lo United States Census Bureau, ha un'area totale di 1,8 miglia quadrate (4,7 km²).

## Società

### Evoluzione demografica
Secondo il censimento del 2000, c'erano 2.650 persone, 633 nuclei familiari e 576 famiglie residenti nella città. La densità di popolazione era di 1.476,5 persone per miglio quadrato (571,6/km²). C'erano 693 unità abitative a una densità media di 386,1 per miglio quadrato (149,5/km²). La composizione etnica della città era formata dal 79,81% di bianchi, lo 0,30% di afroamericani, il 17,17% di altre razze, e il 2,72% di due o più etnie. Ispanici o latinos di qualunque razza erano il 97,06% della popolazione.
C'erano 633 nuclei familiari di cui il 61,9% aveva figli di età inferiore ai 18 anni, il 73,1% aveva coppie sposate conviventi, il 12,2% aveva un capofamiglia femmina senza marito, e il 9,0% erano non-famiglie. L'8,1% di tutti i nuclei familiari erano individuali e il 3,2% aveva componenti con un'età di 65 anni o più che vivevano da soli. Il numero di componenti medio di un nucleo familiare era di 4,19 e quello di una famiglia era di 4,39.
La popolazione era composta dal 40,6% di persone sotto i 18 anni, il 12,9% di persone dai 18 ai 24 anni, il 29,1% di persone dai 25 ai 44 anni, il 12,1% di persone dai 45 ai 64 anni, e il 5,3% di persone di 65 anni o più. L'età media era di 23 anni. Per ogni 100 femmine c'erano 101,2 maschi. Per ogni 100 femmine dai 18 anni in giù, c'erano 99,0 maschi.
Il reddito medio di un nucleo familiare era di 14.524 dollari e quello di una famiglia era di 15.673 dollari. I maschi avevano un reddito medio di 13.668 dollari contro i 13.843 dollari delle femmine. Il reddito pro capite era di 4.296 dollari. Circa il 60,0% delle famiglie e il 64,1% della popolazione erano sotto la soglia di povertà, incluso il 72,4% di persone sotto i 18 anni e il 56,8% di persone di 65 anni o più.